# فيلانيوفا ديل ري (قرطبة)
بلدية فيلانيوفا ديل ري (بالإسبانية: Villanueva del Rey)‏، هي إحدى بلديات مقاطعة قرطبة إحدى مقاطعات إسبانيا، و التي تقع في منطقة الأندلس جنوب إسبانيا.
يبلغ عدد سكانها 1.217 نسمة حسب إحصاء سكان لعام 2006.